# Piorunka (potok)
Piorunka – potok, prawobrzeżny dopływ Mostyszy o długości 7,58 km. Płynie w południowo-zachodniej części Beskidu Niskiego.
Źródła na wysokości ok. 720–740 m n.p.m. na północnych i zachodnich zboczach Harniaków Wierchu. Spływa generalnie w kierunku północnym. W rozszerzeniu doliny w środkowej części biegu potoku leży wieś Piorunka. W dolnym biegu potok przeciska się wąską doliną między masywami Chłopskiego Wierchu (660 m n.p.m.) na wschodzie i Kruhli (647 m n.p.m.) na zachodzie, po czym na terenie wsi Polany, na wysokości ok. 435 m n.p.m., wpada do Mostyszy.